# Ллойд, Шэрон
Шэрон Ллойд (англ. Sharon A. Lloyd, род. 21 марта 1958) — профессор философии, права и политологии Университета Южной Калифорнии. Она является соучредителем Центра права и философии Университета Южной Калифорнии и руководит программой «Беседы по практической этике» Института Левана Университета Южной Калифорнии. Работы Ллойд, особенно по философии Томаса Гоббса, считаются одними из наиболее значительных работ, опубликованных за последние годы.

## Образование и карьера
Ллойд окончила с отличием Калифорнийский университет в Лос-Анджелесе в 1981 году, где она училась у Филиппы Фут и Роджерса Олбриттона, и получила докторскую степень по философии в Гарвардском университете в 1987 году, где она написала диссертацию под руководством Джона Ролза и Томаса Скэнлона. С 1987 года преподаёт в Университете Южной Калифорнии. Она работала соредактором журнала Pacific Philosophical Quarterly и редактором обзора журнала Philosophy & Public Relations.

## Философские труды
Ллойд специализируется на истории моральной и политической философии, современной политической философии и феминистской философии. Одна из выдающихся исследователей Гоббса, Ллойд написала две книги о Гоббсе — «Мораль в философии Томаса Гоббса: примеры закона природы» и «Идеалы как интересы в книге Гоббса «Левиафан: власть разума над материей»» — и отредактировала три другие. Она также написала множество рецензируемых статей, а также множество статей, комментариев и презентаций на самые разные темы: от Гоббса и применения идей Гоббса до философии Макиавелли и Джона Стюарта Милля, современного либерализма и либеральной феминистской философии.
Её первая книга «Идеалы как интересы в книге Гоббса «Левиафан: власть разума над материей»» защищает спорный тезис о том, что Гоббса интересовали трансцендентные интересы – интересы, которые преодолевают страх смерти, а не, как обычно полагают, стремление к самосохранение. Вторая книга Ллойд, «Мораль в философии Томаса Гоббса: случаи закона природы», была описана А. П. Мартиничем в «Журнале истории философии» как одна из самых значительных книг о Гоббсе, опубликованных за последние двадцать пять лет.